# 1950 en bande dessinée
| Années de la bande dessinée : 1947 - 1948 - 1949 - 1950 - 1951 - 1952 - 1953    |
| Décennies de la bande dessinée : 1920 - 1930 - 1940 - 1950 - 1960 - 1970 - 1980 |

Cet article présente les faits marquants de l'année 1950 en bande dessinée.

## Événements
- 14 avril : Frank Hampson lance sa série de science-fiction Dan Dare, pilote du futur dans les pages de l’hebdomadaire anglais Eagle.
- septembre : Lana Lang apparaît dans Superboy #10.
- septembre : Lancement de l'hebdomadaire Grabbelton aux Pays-Bas[1].
- 2 octobre : les premiers Peanuts de Charles M. Schulz sont publiés dans sept quotidiens américains. Le chien Snoopy y apparaît le 4 octobre.
- En France, création de l'éditeur de petits formats Lug par Marcel Navarro et Alban Vistel.
- Sortie de It Rhymes with Lust, scénarisé par Arnold Drake et dessiné par Matt Baker. Sur-titrée A picture novel (« un roman en images »), cette histoire d’amour ressemblait à une bande dessinée et à un roman de poche. Publiée en digest, elle est considérée comme l'un des ancêtres de l'actuel graphic novel.
- Début de la série Le crime ne paie pas de Paul Gordeaux dans le quotidien France-Soir.

## Nouveaux albums
Voir aussi : Albums de bande dessinée sortis en 1950

### Franco-belge
| Sortie | Titre                                                                     | Scénariste      | Dessinateur     | Coloriste      | Éditeur        |
| ------ | ------------------------------------------------------------------------- | --------------- | --------------- | -------------- | -------------- |
| ?      | Blake et Mortimer T.1 : Le Secret de l’Espadon - La Poursuite fantastique | Edgar P. Jacobs | Edgar P. Jacobs |                |                |
| ?      | Poucette trottin - Poucette trottin en Amérique                           | Aristide Perré  | Aristide Perré  | Aristide Perré | Éditions Rouff |
| ?      | Poucette trottin - Poucette trottin acrobate                              | Aristide Perré  | Aristide Perré  | Aristide Perré | Éditions Rouff |
| ?      | Poucette trottin - Poucette trottin journaliste                           | Aristide Perré  | Aristide Perré  | Aristide Perré | Éditions Rouff |
| ?      | …                                                                         |                 |                 |                |                |

### Comics
| Sortie | Titre       | Scénariste | Dessinateur | Coloriste | Éditeur |
| ------ | ----------- | ---------- | ----------- | --------- | ------- |
| ?      | à compléter |            |             |           |         |
| ?      | …           |            |             |           |         |

### Mangas
| Sortie | Titre       | Scénariste | Dessinateur | Coloriste | Éditeur |
| ------ | ----------- | ---------- | ----------- | --------- | ------- |
| ?      | à compléter |            |             |           |         |
| ?      | …           |            |             |           |         |

## Naissances
- 1er janvier : Michel Chevereau, dessinateur
- 16 janvier : Didier Convard, scénariste et dessinateur (Neige, Le Triangle secret)
- 22 janvier : Marshall Rogers, dessinateur de comics
- février : Javier Mariscal, graphiste, auteur et peintre espagnol
- 7 mars : Florence Magnin, illustratrice, dessinatrice et scénariste française (L'Autre Monde, Mary la Noire, L’Héritage d’Émilie)
- 27 mars : Martin Veyron, auteur français (Bernard Lermite, Oncle Ernest, Edmond le cochon)
- 10 avril : Denis Jourdin
- 19 avril : Shinji Wada
- 1er juin : Bernard Capo
- 8 juin : Albert Blesteau, dessinateur
- 14 juin : Bernard Cosendai dit Cosey, dessinateur suisse (À la recherche de Peter Pan, Jonathan, Saigon - Hanoï)
- 26 juin : Tom DeFalco, scénariste de comics
- 6 juillet : John Byrne
- 14 août : Gary Larson, auteur américain (L’Univers Impitoyable - The Far Side)
- 17 septembre : Roger Stern, scénariste de comics
- 7 octobre : Howard Chaykin, auteur américain (American Flagg!, Black Kiss)
- novembre : Jacques Hurtubise dit Zyx, dessinateur canadien (Le Sombre Vilain)
- 4 novembre : André Benn, scénariste et dessinateur belge (Mic Mac Adam, Monsieur Cauchemar, Elmer et moi)
- 22 novembre : David Wenzel, dessinateur de comics
- 30 novembre : Chris Claremont
- 6 décembre : Michel de Bom dit Bom, scénariste belge (Le Flagada, Big Joe, Modeste et Pompon, Chlorophylle, Broussaille)
- 24 décembre : Vinh Khoa dit Vink, scénariste et dessinateur vietnamien (Le Moine fou, Une luciole dans la ville, Les Voyages de He Pao, Le Passager)
- Naissances de Denis Frémond, Shary Flenniken (auteure de comics), Dori Seda (auteure de comics).